# Сергеевка (Конаковский район)
Сергеевка — деревня в Конаковском районе Тверской области. Входит в состав Юрьево-Девичьевского сельского поселения.

## География
Находится в юго-восточной части Тверской области на расстоянии приблизительно 11 км на запад-северо-запад от центра города Конаково в левобережной части района.

## История
Известна была с 1851 года. В 1859 году учтено было 6 дворов, в 1900 — 9.

## Население
Численность населения: 32 человека (1859 год), 79 (1900), 3 (русские 100 %)в 2002 году, 1 в 2010.